# Gypsophila capillaris
Gypsophila capillaris là loài thực vật có hoa thuộc họ Cẩm chướng. Loài này được (Forssk.) C.Chr. mô tả khoa học đầu tiên năm 1922.